# Ларга-Жижија (Јаши)
Ларга-Жижија (рум. Larga-Jijia) насеље је у Румунији у округу Јаши у општини Мовилени. Oпштина се налази на надморској висини од 64 m.

## Становништво
Према подацима из 2002. године у насељу је живело 744 становника, од којих су сви румунске националности.